# Cosacchi

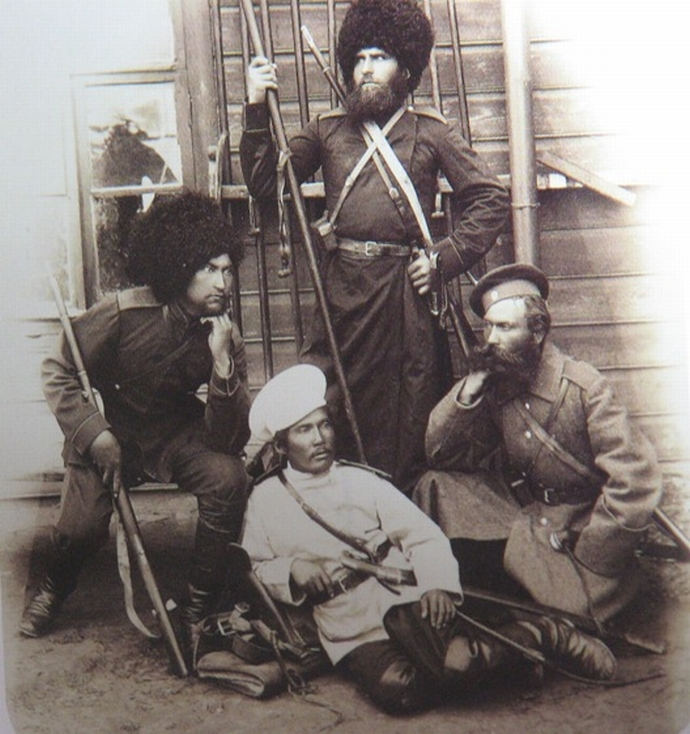
Cosacchi dell'Amur (1900 circa)

I cosacchi (in polacco kozacy; in russo казаки?, kazaki; in ucraino козаки?, kozaky; forse dalla parola turco-tatara qazaq', nomade o uomo libero) sono un'antica comunità semi-militare e semi-nomade che vive nell'Europa orientale, in maggioranza nella steppa ubicata tra l'Ucraina dell'est e gli Zarati Russi del sud.
Abitavano aree scarsamente popolate nei bacini fluviali del Dnieper, del Don, del Terek e degli Urali e hanno svolto un ruolo importante nello sviluppo storico e culturale dell'Ucraina e di alcune parti della Russia.
Il termine “cosacco” apparirebbe per la prima volta nel 1240 per iscritto nella "Storia segreta dei Mongoli" in riferimento a coloro i quali vivevano uno stile di vita solitario e nomade.
Successivamente con tale termine furono individuate le popolazioni nomadi tatare delle steppe del sud-est della Russia. Tuttavia, a partire dal XV secolo, il nome fu attribuito a dei gruppi di Slavi che popolavano i territori che si estendevano tra la Russia Meridionale e l'Ucraina Orientale lungo il basso corso dei fiumi Don e Dnepr (questi ultimi erano noti come cosacchi dello Zaporož'e); in questo senso, i cosacchi non costituiscono un gruppo etnico vero e proprio. Altre zone di colonizzazione successiva furono la pianura ciscaucasica (bacini dei fiumi Kuban' e Terek), il basso Volga, la steppa del bacino dell'Ural e alcune zone della Siberia orientale nel bacino del fiume Amur.
I governanti del Commonwealth polacco-lituano e dell'Impero russo hanno concesso ai cosacchi alcuni privilegi speciali in cambio del dovere militare di servire nelle truppe irregolari: I cosacchi di Zaporozhian erano per lo più soldati di fanteria, che utilizzavano carri da guerra, mentre i cosacchi del Don erano per lo più soldati di cavalleria. I vari gruppi cosacchi erano organizzati secondo linee militari, con grandi gruppi autonomi chiamati host. Ogni host aveva un territorio composto da villaggi affiliati chiamati stanitsas.
Durante la guerra civile russa (1918-1922) i cosacchi, che inizialmente avevano appoggiato la rivoluzione contro lo Zar, si schierarono in gran parte con le Armate Bianche in opposizione ai bolscevichi, mentre nella seconda guerra mondiale lottarono invece sia per gli Alleati sia per l'Asse.

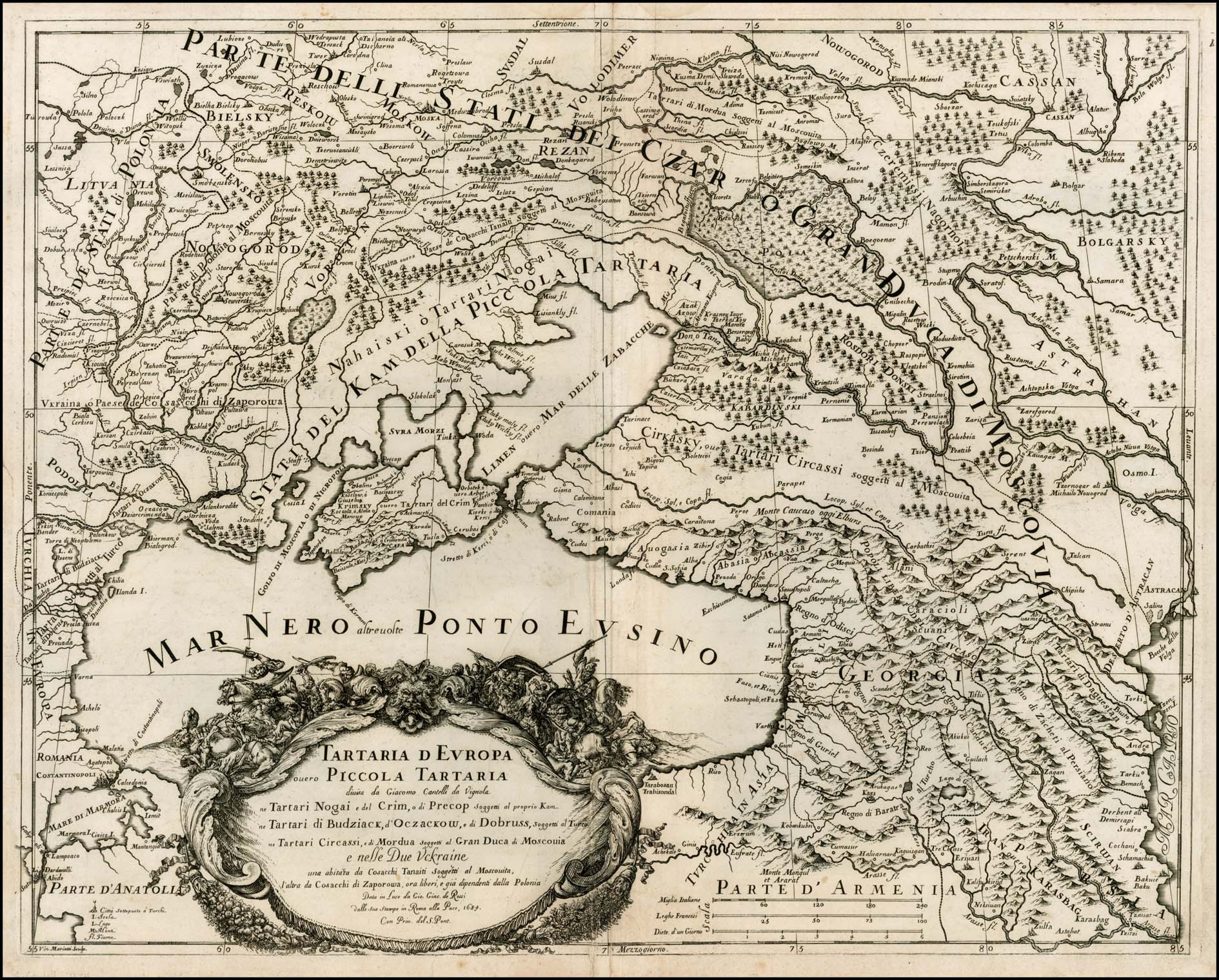
Carta della «Tartaria d'Europa» del 1684, contenente «le due Ukraine, una abitata da Cosacchi Tanaiti soggetti al Moscouita, l'altra da Cosacchi di Zaporowa, ora liberi e già dipendenti dalla Polonia»

## Storia

### Le Teorie sulle origini dei Cosacchi

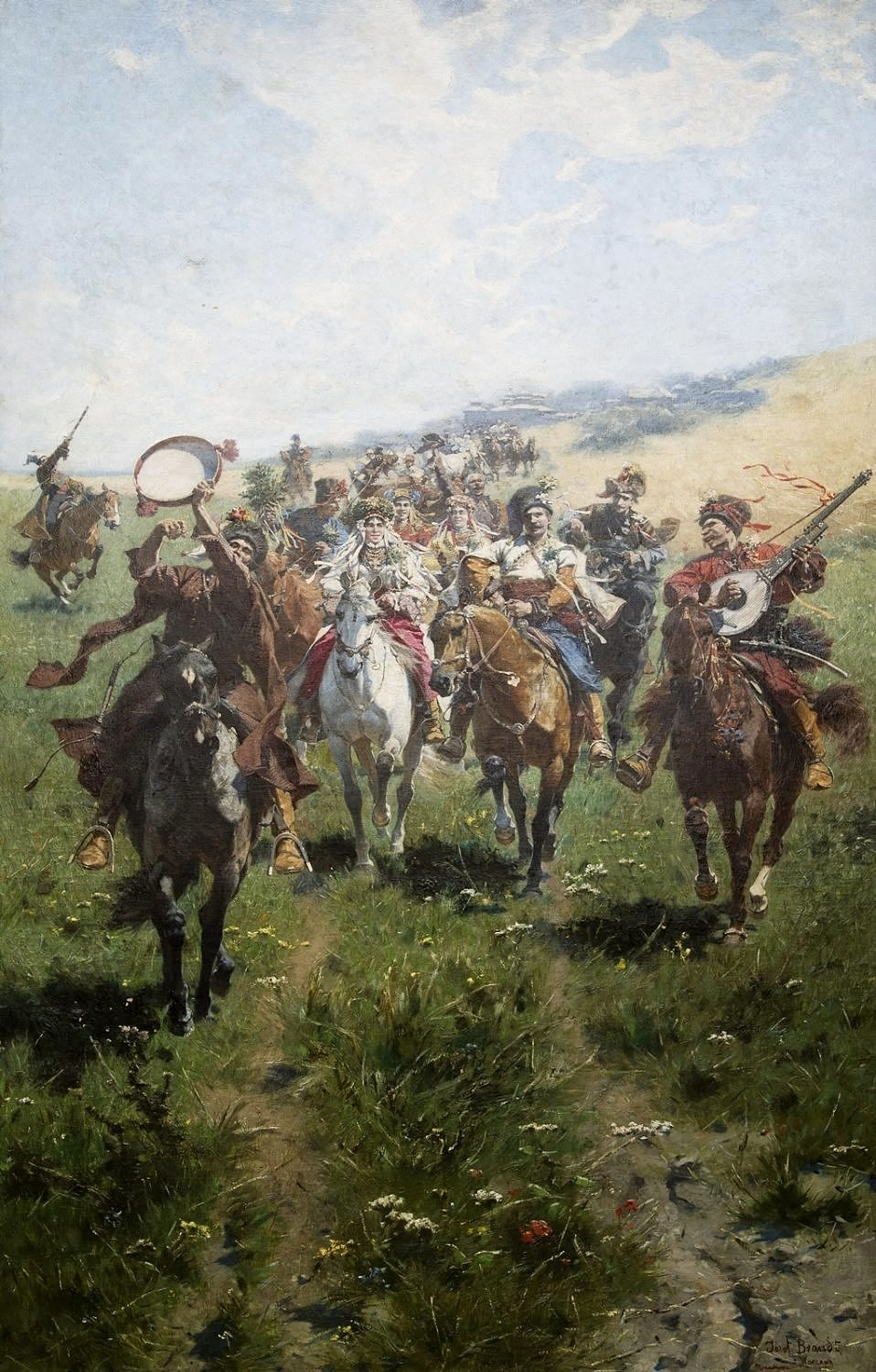
Matrimonio tra cosacchi, dipinto di Józef Brandt

Ci sono diverse teorie sull'origine dei Cosacchi.

#### La teoria degli autoctoni
Secondo questa teoria, i cosacchi sarebbero originariamente una classe sociale autoctona nata dalla necessità di proteggere il confine meridionale del Granducato di Lituania. Gli anziani locali, osservando i loro vicini - i bek dell'Ulus Juchi, li copiarono ed iniziarono a reclutare distaccamenti di soldati “liberi” nominati "combattenti cosacchi". Con il passare delle epoche, l'organizzazione dei cosacchi iniziò ad adeguarsi a seconda della politica statale del governo dell'epoca. Il primo a proporre questa ipotesi fu Martyn Belsky, un discendente di un caposquadra cosacco. A quanto pare, anche Mykhailo Hrushevsky era un sostenitore di questa idea.

#### La teoria della sub-etnia russa
I sostenitori di alcuni nuovi approcci alle origini dei cosacchi considerano i cosacchi come una sub-etnia all'interno del popolo russo, sostenendo che ci sia stata una dissociazione forzata tra i cosacchi ed i Russi solo a seguito della guerra civile russa, a seguito della De-cosacchizzazione. Tra i sostenitori di questa teoria ci sono diversi storici Russi, tra cui Vladimir Korolev, Vladimir Trut, ed anche Nikolai Mininkov. Sotto questa teoria ricade anche un'altra teoria, quella dei Ukhodnytska, secondo la quale i cosacchi si formarono in origine da un flusso di fuggiaschi russi e moscoviti, per lo più contadini, che fuggirono dall'oppressione dei proprietari terrieri e si stabilirono in aree scarsamente popolate lungo i fiumi Dnieper e Don.

#### La teoria "Boiara"
Secondo questa teoria, i cosacchi si formarono sulla base dei boiardi russi e dei nobili militari di Lituania e Polonia, soldati professionisti che non ricevettero lo status di nobiltà e furono costretti a impegnarsi in guerre e rapine. Questa teoria è sostenuta da storici Ucraini importanti tra cui Antonovych e Lepyavko.

#### La teoria delle origini nomade
Alcuni storici suggeriscono che il popolo cosacco avesse origini nomadi, ed etnicamente miste, discendendo da russi, khazari, ucraini, tartari e altri che si erano insediati o avevano attraversato la sconfinata steppa pontico-caspica che si estende dall'Asia centrale all'Europa sud-orientale. Questa ipotesi sembro formarsi grazie all'influenza della scuola storica polacca del XVI-XVII secolo e fu associata alla teoria dell'origine sarmatica della nobiltà. Ma questa teoria perse con il tempo molto del suo supporto, con diversi storici contrari. L'imperfezione dell'ipotesi fu evidenziata per la prima volta da Alexander Rigelman, e successivamente da diversi studi del DNA.

#### Teoria della mescolanza tatara-uhodniki
I cosacchi furono il frutto del mescolamento di popolazioni nomadi tartare, le cui file furono via via ingrossate da parte di avventurieri (uhodniki), contadini e servi della gleba che contavano di sfuggire nella steppa l'autorità dello Stato nonché le dure condizioni di vita imposte loro dalla nobiltà feudale, che, oltre ad amministrare, possedeva territori, villaggi e uomini. Questa versione viene contestata da parte di alcuni storici, i quali sostengono che i cosacchi discendano dagli antichi sciti, dai kazari, dagli alani o addirittura dai tartari, dai turcomanni, dai circassi o financo dai kirghizi. Tuttavia, secondo il massimo storico cosacco, Anatolij Aleksandrovič Gordeev, la loro origine andrebbe rinvenuta nelle popolazioni russe originariamente deportate come schiave dai tartari e che ben volentieri in seguito accolsero nelle loro file avventurieri, contadini e servi della gleba russi in fuga.

### Sotto il dominio polacco
I primi insediamenti cosacchi apparvero nell'area del basso Dnepr durante il XVI secolo in quella che era un'area di confine poco popolata fra la Polonia ed il Canato di Crimea. Quest'area, trovandosi a valle delle rapide del fiume, fu chiamata zaporož'e, ovvero "di là delle rapide". Nel 1583 l'area fu conquistata dalla Confederazione polacco-lituana ed assegnata al palatinato di Kiev.
Sotto la pressione dei feudatari polacchi che colonizzavano progressivamente il paese, i cosacchi zaporoghi si rivoltarono più volte. La più celebre di queste sollevazioni fu quella del 1648 guidata da Bohdan Chmel'nyc'kij. Essa porterà alla costituzione dell'Etmanato Cosacco, uno Stato cosacco sotto formale sovranità polacca. Nel 1654 l'Etmanato strinse un'alleanza con il Regno Russo contro la Polonia-Lituania (trattato di Perejaslav). Con il trattato di Andrusovo del 1667 Polonia e Russia si spartirono l'area abitata dai cosacchi zaporoghi: l'Etmanato fu così diviso in due parti, dette "ucraine" della Riva Sinistra e della Riva Destra (del fiume Dnepr), rispettivamente sotto la sovranità russa e quella polacca. L'ucraina sotto dominio polacco fu peraltro presto soppressa. In queste guerre dei cosacchi contro la Polonia il Canato di Crimea si schierò ora dall'una, ora dall'altra parte.
I cosacchi erano seminomadi e vivevano di caccia, pesca e scorrerie ed erano costantemente in lotta con i tartari che abitavano la stessa area, quantunque non mancassero mescolanze tra le due popolazioni antagoniste. Più tardi i cosacchi svilupparono anche un'agricoltura stanziale. I cosacchi erano organizzati in comunità militari e di mestiere rette da un atamano. Tutte le cariche erano di norma elettive e le questioni più rilevanti erano affrontate dall'assemblea della comunità (krug) secondo principi di uguaglianza e autonomia assoluta.
Il loro abbigliamento era costituito da un caffettano (una sorta di casacca) o dalla čerkessa (tunica lunga con le cartuccere). Quelli che furono inquadrati nell'esercito indossavano pantaloni blu con una fascia rossa, che indicava la loro esenzione dal pagamento delle imposte. Il loro armamento tradizionale comprendeva il kindžal (pugnale ricurvo), la šaška (sciabola) e la nagajka (frusta). Maneggiavano una lancia molto lunga e la loro preparazione militare prevedeva anche una danza chiamata hopak che eseguivano accovacciati, a braccia conserte. Il loro grido di battaglia era Gu-Rai! che significava "Verso la beatitudine del cielo!" da cui si pensa derivi il grido di battaglia urrà, diffuso nel mondo dai soldati della prima guerra mondiale che l'avrebbero udito al fronte dai cosacchi.

### Sotto l'Impero Russo
L'insediamento dei Cosacchi lungo il Don (i cosiddetti "Cosacchi Tanaiti") risale anch'esso al XVI secolo. Anche quest'area inizialmente si trovava sotto sovranità crimaica, tuttavia i Cosacchi del Don furono gradualmente ingaggiati dal Regno Russo nella propria opera di conquista e colonizzazione della valle del Volga, della Siberia, così come lungo l'Ural ed il Terek, dove già vivevano comunità cosacche precedenti l'arrivo dei Tanaiti. Il più famoso episodio di questa epoca è la conquista del canato di Sibir da parte dei Cosacchi guidati da Ermak Timofeevič per conto degli Stroganoff.

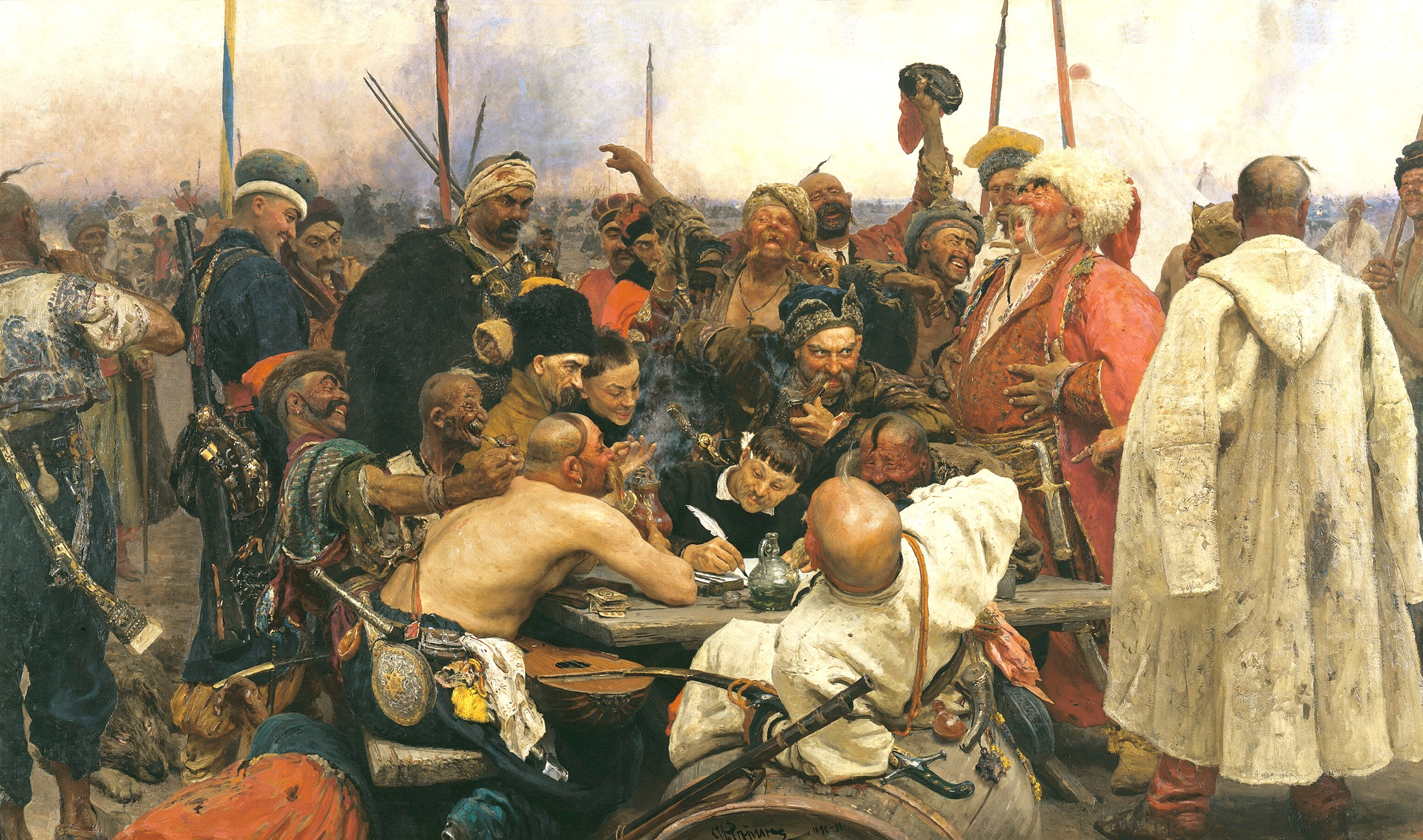
I Cosacchi zaporoghi scrivono una lettera al Sultano di Turchia, dipinto di I. E. Repin

I cosacchi, guidati da un ideale di vita avventurosa, caratterizzati da una propria cultura e gelosi della propria autonomia, finirono per svolgere il ruolo di difensori della religione ortodossa e dei confini più remoti dell'impero zarista, in specie contro tartari e turchi, nonché quello di pionieri nella conquista di nuovi territori in nome dello Zar. A questo scopo gli insediamenti cosacchi occupavano aree cuscinetto ai confini dell'Impero. A loro era affidata inoltre la raccolta dello iasak (imposta dovuta allo zar).
Le mire espansionistiche dell'Impero richiedevano la fedeltà dei Cosacchi, i quali tendevano però a creare tensioni, a causa del loro tradizionale stile di vita libero ed insofferente verso l'autorità.
Perciò anche in Russia i Cosacchi si rivoltarono, spesso contro i voivoda, rappresentanti locali del potere centrale scelti fra la nobiltà russa i quali spesso si appropriavano dei beni destinati alla comunità, ma talvolta anche contro il governo. In particolare ebbero importanza nazionale le rivolte del 1606 guidata da Ivan Bolotnikov, quella di Sten'ka Razin fra il 1667 ed il 1671, quelle di Kondratij Bulavin e Ivan Mazeppa nel 1707, ed infine quella di Emel'jan Pugačëv a partire dal 1773. Lo Stato reagì con repressioni durissime, esecuzioni e torture. Lo zar Pietro il Grande abolì l'elezione degli ataman, da allora in poi designati dal potere centrale. In seguito all'ultima di queste rivolte, quella di Pugaciof, l'imperatrice Caterina II decise di sopprimere l'Etmanato cosacco dello Zaporož'e, e la repressione colpì anche le altre comunità cosacche.
A partire da tale momento i Cosacchi, oramai divenuti inesistenti in Ucraina, divennero le truppe irregolari dell'Esercito imperiale russo, classificabili come cavalleria leggera. Passarono al soldo dello zar: dovevano procurarsi i cavalli e le armi bianche a proprie spese, mentre le armi da fuoco e le munizioni erano fornite dallo Stato. Queste truppe erano organizzate in corpi chiamati vojsko, ciascuno arruolato nell'area di insediamento cosacca di cui prendeva il nome. Tali aree mantenevano una certa autonomia, in quanto non rientravano nella competenza dei governatorati. Inoltre i Cosacchi erano esentati dal pagamento delle imposte.
Questo è l'elenco dei corpi cosacchi (vojsko) esistenti nelle varie epoche:
- Corpo dei Cosacchi Zaporoghi (1667–1775)
- Corpo dei Cosacchi del Don (1552-1918)
- Corpo dei Cosacchi Sloboda (1651-1765)
- Corpo dei Cosacchi del Mar Nero o "Ciornomorieni" (1787–1864) poi confluiti nei Cosacchi di Kuban
- Corpo dei Cosacchi di Azov (1832–1864) poi confluiti nei Cosacchi di Kuban
- Corpo dei Cosacchi del Kuban' (1864–1920)
- Corpo dei Cosacchi del Terek (1577–1918)
- Corpo dei Cosacchi del Caucaso (1832–1860)
- Corpo dei Cosacchi del Volga (1734-1777) poi trasformati nel corpo dell'Ural
- Corpo dei Cosacchi di Astrachan' (1737-1920)
- Corpo dei Cosacchi di Baschiria (1798-1863)
- Corpo dei Cosacchi dell'Ural (1775-1917)
- Corpo dei Cosacchi di Orenburg (1748–1920)
- Corpo dei Cosacchi siberiani (1582-1918)
- Corpo dei Cosacchi di Semireče (1867–1920)
- Corpo dei Cosacchi del Bajkal o di Transbajkalia (1851–1920)
- Corpo dei Cosacchi dell'Amur (1860–1918)
- Corpo dei Cosacchi dell'Ussuri (1889–1922)
- Corpo dei Cosacchi del Bug (1769–1817)
- Corpo dei Cosacchi del Danubio (1775-1828)

Circa seimila cosacchi costituivano la cavalleria al seguito del generalissimo Suvorov nella campagna d'Italia del 1799: furono le prime truppe ad entrare a Milano e si distinsero sulla Trebbia.
Durante la ritirata di Russia di Napoleone i cosacchi del Don furono decisivi per attaccare e indebolire progressivamente l'esercito francese: in continuo movimento, apparivano all'orizzonte sui fianchi dell'armata, oppure sbucavano dai boschi che costeggiavano la strada dove si trascinava la colonna in ritirata, e colpivano rapidamente, soprattutto i gruppi di ritardatari, gli sbandati, le pattuglie inviate alla ricerca di cibo e legname.
Sempre alla ricerca dell'indipendenza, i Cosacchi, in cambio del loro statuto speciale e dei privilegi concessi dal potere, si trasformarono perciò in fedeli soldati dell'Impero e poi in gendarmi dello zar. Nel secondo Ottocento e nei primi decenni del Novecento, infatti, il regime zarista usò i Cosacchi come forza di polizia a cavallo per reprimere le rivolte.
Durante la rivoluzione russa del 1905, truppe cosacche furono impiegate con funzioni di polizia nei confronti dei rivoltosi, spesso per sedare tumulti, affrontare e disperdere cortei di rivoluzionari, ecc. Spesso, a causa della loro fama di feroci combattenti, era sufficiente la diffusione della voce che sarebbero intervenuti i cosacchi, perché cortei di dimostranti si sciogliessero spontaneamente.

### Nella repubblica russa
Appoggiarono inizialmente la rivoluzione, schierandosi con la rivoluzione di febbraio, probabilmente per reazione alla mutata politica zarista nei loro confronti, sostenendo la Repubblica Russa, ma nel 1918 passarono in gran parte alle forze antibolsceviche (Armate bianche), allorché videro pesantemente minacciate la loro autonomia e le loro prerogative. La militanza dei cosacchi, tuttavia, conobbe fasi alterne, ora con i bolscevichi, ora con i bianchi, spesso senza schierarsi, giacché non era infrequente il caso di reparti cosacchi che, non appena si avvicinavano alle loro terre, disertavano portando con sé tutto ciò che nel corso dei combattimenti avevano potuto razziare.
Cosacco era Simon Petljura, figura guida della Repubblica Nazionale Ucraina nel periodo della guerra civile russa, che combatteva sia i Bianchi che i Rossi per l'indipendenza ucraina. Durante la guerra civile e la guerra sovietico-polacca i Cosacchi "bianchi" si resero protagonisti di alcuni pogromi antiebraici, come narrato anche dallo scrittore Isaak Babel' nel suo diario di guerra.
Con la sconfitta delle forze filozariste molti lasciarono i territori sovietici, in quanto oggetto delle misure di "decosacchizzazione", stabilite il 24 gennaio 1919 dal Comitato centrale del partito comunista bolscevico. Queste presero la forma di deportazioni di massa, di fucilazioni indiscriminate e di impiego nei lavori forzati. Si ritiene che circa 100 000 cosacchi si rifugiarono all'estero, ingrossando le file della emigrazione bianca.
La politica di decosacchizzazione ebbe il suo culmine nel 1925, allorché il plenum del Comitato centrale pose fine alla tutela delle particolarità dei cosacchi e varò misure atte a cancellare quanto restava delle loro tradizioni.

### Nella seconda guerra mondiale

SS cosacche

Durante la seconda guerra mondiale i Cosacchi combatterono tenacemente nell'Armata Rossa contro le truppe dell'Asse che avevano invaso la Russia. Reparti di cavalleria cosacca attaccavano i carri armati tedeschi sparando sui comandanti che sporgevano dalle torrette, attiravano i carri nemici in zone in cui si sarebbero impantanati o sarebbero finiti nei fiumi gelati ove il ghiaccio non avrebbe retto al loro peso. Tuttavia parte di loro, memori delle politiche di decosacchizzazione subite ad opera dei bolscevichi e lusingati dalla prospettiva di riguadagnare la perduta autonomia, passarono nelle file tedesche, parte nella Wehrmacht e parte nelle Waffen-SS (e precisamente nel XV SS-Kosaken Kavallerie Korps). Altri volontari cosacchi, reclutati fra i prigionieri di guerra dei tedeschi, furono inquadrati nell'Esercito Russo di Liberazione del generale A.A. Vlassov. Infine, anche il Regio Esercito italiano arruolò un reparto cosacco, anche in questo caso prevalentemente fra i prigionieri di guerra, il Gruppo squadroni cosacchi "Campello", al comando del maggiore Ranieri di Campello.
Con i tedeschi si schierarono gruppi armati che avevano combattuto già contro i bolscevichi, quali i generali Pëtr Nikolaevič Krasnov e Timofej Domanov, ma il nucleo più consistente fu quello affidato dai tedeschi al generale Helmuth von Pannwitz, un ufficiale originario della Slesia, ma buon conoscitore della lingua russa, da cui vennero a dipendere la I divisione cosacca, con 10.000 soldati cosacchi e 2.000 ufficiali. ed il XV SS-Kosaken Kavallerie Korps. Con il deteriorarsi della situazione sul fronte russo, questi corpi furono ridislocati assieme alle loro famiglie in Carnia e nell'alto Friuli (Operazione Ataman), dove vennero impiegati anche contro le formazioni partigiane italiane e jugoslave.

### Nel dopoguerra
Alla fine del conflitto, arresisi alle truppe britanniche nel tentativo di evitare gli eserciti jugoslavo e sovietico, furono rimpatriati forzatamente o con l'inganno, assieme a mogli e figli, dagli Alleati, in ottemperanza degli accordi presi durante la conferenza di Jalta e soprattutto in quanto la ferocia e lo zelo con cui si erano distinti a lato delle forze nazifasciste li rendeva anche agli occhi degli anglo-americani poco difendibili. Tra essi molti non erano tecnicamente cittadini sovietici, giacché fuoriusciti, come sopra ricordato, negli anni venti. Durante il rimpatrio ebbero luogo diversi episodi di suicidio collettivo, in particolare gettandosi nel fiume Drava nei pressi della città di Lienz nel Tirolo orientale. Coloro i quali giunsero a destinazione furono fucilati, impiccati o internati nei gulag (la Duma, il 12 giugno 1992, ha approvato una risoluzione per la riabilitazione dei cosacchi quali vittime dello stalinismo). Si stima che i cosacchi siano tra mezzo milione e tre milioni, molti dei quali contadini, mentre altri servono nell'esercito. Pur aspirando all'autonomia, non hanno mai potuto raggiungerla vivendo dispersi in varie zone della Federazione russa.
Con la legge federale della Federazione Russa nº 154-FZ del 5 dicembre 2005 «Del servizio pubblico dei cosacchi di Russia» è stato ufficialmente istituito il corpo paramilitare dei Cosacchi registrati della Federazione Russa con compiti, durante i periodi di pace, principalmente legati alla conservazione, tutela e recupero delle foreste; educazione dei giovani secondo i valori patriottici e la preparazione per il servizio militare; l'assistenza durante calamità naturali, incidenti, incendi e stati di emergenza e di ordine pubblico.

## Cosacchi famosi
- Ermak Timofeevič (? – 1585), di etnìa cosacca, comandante in capo delle truppe russe che invasero il Khanato di Sibir tra il 1579 e il 1585 ed esploratore della Siberia. La sua campagna militare in Siberia segnò l'inizio dell'espansione russa in quelle regioni;
- Petro Konaševič-Sahajdačnyj (1582 – 1622), capo dei cosacchi ucraini di Zaporižžja, si schierò contro i turchi e tatari di Crimea e contro lo Zarato di Mosca;
- Bohdan Chmel'nyc'kij (1596 - 1657), il più eminente atamano dei cosacchi d'Ucraina che diede la forma di stato alla repubblica cosacca di Zaporižžja, fondando così l'Etmanato cosacco, ha combattuto contro il dominio polacco sulle terre ucraine e contro le invasioni dei tatari e turchi;
- Sten'ka Razin (1630 – 1671), appartenente alla comunità dei cosacchi del Volga, fu la figura principale della rivolta cosacca del 1670 contro lo zar Alessio I Romanov;
- Ivan Mazeppa (1645 – 1709), fu un atamano dello Stato cosacco (1687—1709), che durante la grande guerra del nord si schierò a fianco degli svedesi di Carlo XII contro la Russia di Pietro il Grande;
- Emel'jan Ivanovič Pugačëv (1740 o 1742 – 1775), fu un pretendente al trono dell'Impero russo, e guidò una grande insurrezione cosacca durante il regno di Caterina II.
- Andrej Škuro (1887 – 1947), ucraino, fu generale dell'Armata Bianca;
- Pëtr Krasnov (1869 – 1947), era luogotenente generale dell'esercito russo quando scoppiò la rivoluzione del 1917; divenne uno dei capi controrivoluzionari dell'Armata Bianca.
- Aleksandr Isaevič Solženicyn (1918 - 2008), fu ufficiale di artiglieria durante la seconda guerra mondiale e in seguito divenne famoso come scrittore, narrando la sua esperienza di prigioniero politico in Arcipelago Gulag.

## I cosacchi nella letteratura
Nella letteratura russa troviamo testi famosi che hanno per protagonisti i cosacchi:
- Lev Tolstoj, I cosacchi
- Michail Jur'evič Lermontov, Un eroe del nostro tempo
- Michail Aleksandrovič Šolochov, Il placido Don
- Aleksandr Puškin, La figlia del capitano (1836)[30]
- Nikolaj Gogol', Taras Bul'ba, Vij e La terribile vendetta
- Isaak Ėmmanuilovič Babel', L'armata a cavallo

Nella letteratura italiana si possono trovare i testi seguenti:
- Carlo Sgorlon, L'armata dei fiumi perduti

## I cosacchi nella cultura di massa
Sebbene la loro fama sia legata soprattutto all'Impero russo, i cosacchi sono stati associati, dopo il 1945, all'espansionismo sovietico. Famosa è a tal proposito l'immagine, usata nella propaganda politica democristiana durante la guerra fredda, secondo la quale in caso di vittoria del Partito Comunista Italiano alle elezioni, l'Italia sarebbe divenuta un paese filo-sovietico e "i cavalli dei cosacchi si sarebbero abbeverati nelle fontane di San Pietro".
Anche nel brano Popoff dello Zecchino d'Oro 1967 si parla di un cosacco, chiamato proprio così.